# Eusparassus dufouri
Eusparassus dufouri ist eine Art der Riesenkrabbenspinnen und im westlichen Mittelmeerraum beheimatet.

## Merkmale
Die Weibchen der Art erreichen eine Körperlänge von 16–18 mm und eine Beinspannweite von 60–90 mm, die Männchen eine Körperlänge von 10–14 mm und eine Beinspannweite von 75–85 mm. Es gibt auch Berichte von Körperlängen über 20 mm. Der Körper ist häufig olivbraun gefärbt, kann aber von hellbraun über beige und rotbraun bis zu dunkelbraun und grau variieren. Er ist von einer seidigen Behaarung bedeckt. Die Beine sind deutlich gebändert. Auf der Bauchseite des Hinterleibs (Opisthosoma) befindet sich eine V-förmige dunkle Zeichnung.  Die Zeichnung ist insgesamt arttypisch. Bei den Männchen ist die Spitze des Embolus robust und flach.

## Verbreitung und Lebensraum
Die Art bewohnt den westlichen Mittelmeerraum. Hier lebt sie auf der Iberischen Halbinsel mit Ausnahme des Nordwestens bis zu den Pyrenäen sowie in Marokko, Algerien, Tunesien und Libyen. Nachweise in der südwestlichen Türkei und Griechenland beziehen sich auf Eusparassus walckenaeri. Die Populationen im östlichen Teil der Iberischen Halbinsel gehören vermutlich der Art Eusparassus levantinus an, bei der die V-förmige Zeichnung des Opisthosomas noch ein medianes Band aufweist.
In Spanien findet sich die Art von Meeresspiegelniveau bis in 1600 m Höhe im Iberischen Scheidegebirge. Die Art findet man  in ihren Gespinströhren meist unter Steinen, unter alter Baumrinde und auf Eucalyptus-Bäumen. Die Art gilt in Spanien als thermophil und bevorzugt saure Böden, ist aber relativ eurytop.

## Lebensweise
Die Art ist ganzjährig zu finden. Sie jagt nachts.

## Taxonomie
Die Art wurde 1932 von Eugène Simon unter dem Namen Micromata dufouri erstbeschrieben. Ein weiteres Synonym lautet Sparassus dufouri Levy, 1989. Die dufouri-Gruppe der Gattung Eusparassus umfasst noch sieben weitere ähnliche Arten aus dem westlichen Mittelmeerraum.